# Teresita Daniel
Teresita Daniel (...) è una modella e soprano spagnola, eletta Miss Spagna nel 1932.

## Biografia
Nata nei primi anni del XX secolo, è stata eletta Miss Spagna nel 24 gennaio 1932. Firmò un contratto con la Ford e iniziò un tour promozionale per promuovere un nuovo modello di berlina.
Partecipò a Miss Europa. Inoltre fu cantante soprano di fama internazionale: una delle sue più importanti esibizioni fu Il 10 febbraio 1933 a Gijón, e prima a Parigi.